# Wysschaja Liga 1974/75
Die Saison 1974/75 der Wysschaja Liga war die 29. Spielzeit der höchsten sowjetischen Eishockeyspielklasse. Den sowjetischen Meistertitel sicherte sich zum insgesamt 19. Mal ZSKA Moskau, während Kristall Saratow in die zweite Liga abstieg.

## Modus
Die zehn Mannschaften der Wysschaja Liga spielten in einer gemeinsamen Hauptrunde vier Mal gegen jeden Gegner, wodurch die Gesamtzahl der Spiele pro Mannschaft 36 betrug. Die punktbeste Mannschaft wurde Meister, während der Tabellenletzte direkt in die zweite Liga abstieg. Der Vorletzte der Wysschaja Liga traf in der Relegation auf den Zweiten der zweiten Liga. Für einen Sieg erhielt jede Mannschaft zwei Punkte, bei einem Unentschieden gab es einen Punkt und bei einer Niederlage null Punkte.

## Hauptrunde
|     | Klub                  | Sp | S  | U | N  | T   | GT  | Punkte |
| --- | --------------------- | -- | -- | - | -- | --- | --- | ------ |
| 1.  | ZSKA Moskau           | 36 | 25 | 3 | 8  | 196 | 122 | 53     |
| 2.  | Krylja Sowetow Moskau | 36 | 21 | 3 | 12 | 185 | 134 | 45     |
| 3.  | Spartak Moskau        | 36 | 19 | 6 | 11 | 157 | 144 | 44     |
| 4.  | Chimik Woskressensk   | 36 | 16 | 9 | 11 | 119 | 120 | 41     |
| 5.  | Dinamo Riga           | 36 | 15 | 9 | 12 | 152 | 143 | 39     |
| 6.  | Dynamo Moskau         | 36 | 15 | 4 | 17 | 133 | 143 | 34     |
| 7.  | Traktor Tscheljabinsk | 36 | 15 | 2 | 19 | 139 | 167 | 32     |
| 8.  | Torpedo Gorki         | 36 | 12 | 4 | 20 | 142 | 169 | 28     |
| 9.  | SKA Leningrad         | 36 | 10 | 4 | 22 | 116 | 152 | 24     |
| 10. | Kristall Saratow      | 36 | 6  | 8 | 22 | 112 | 157 | 20     |

Sp = Spiele, S = Siege, U = unentschieden, N = Niederlagen, OTS = Overtime-Siege, OTN = Overtime-Niederlage, SOS = Penalty-Siege, SON = Penalty-Niederlage

## Relegation
- Awtomobilist Swerdlowsk – SKA Leningrad 0:2, 2:6

In der Relegation trafen wie im Vorjahr der Zweite der zweiten Liga, Awtomobilist Swerdlowsk und der Vorletzte der Wysschaja Liga, SKA Leningrad, aufeinander. Erneut konnte sich der SKA Leningrad mit zwei Siegen in zwei Spielen souverän den Klassenerhalt sichern.

## Topscorer
Fett: Saisonbestwert
| Spieler           | Mannschaft            | Tore | Assists | Punkte |
| ----------------- | --------------------- | ---- | ------- | ------ |
| Wladimir Petrow   | ZSKA Moskau           | 27   | 26      | 53     |
| Boris Michailow   | ZSKA Moskau           | 40   | 11      | 51     |
| Helmuts Balderis  | Dinamo Riga           | 34   | 14      | 48     |
| Wladimir Wikulow  | ZSKA Moskau           | 17   | 23      | 40     |
| Waleri Charlamow  | ZSKA Moskau           | 15   | 24      | 39     |
| Alexander Bodunow | Krylja Sowetow        | 29   | 8       | 37     |
| Waleri Beloussow  | Traktor Tscheljabinsk | 21   | 16      | 37     |
| Gennadi Maslow    | Krylja Sowetow        | 20   | 17      | 37     |
| Jewgeni Lebedew   | Krylja Sowetow        | 19   | 17      | 36     |
| Anatoli Kartajew  | Traktor Tscheljabinsk | 22   | 13      | 35     |

## Sowjetischer Meister
| Meister ZSKA Moskau | Torhüter: Wladislaw Tretjak Verteidiger: Juri Blochin, Alexander Gussew, Michail Kowaljow, Wiktor Kuskin, Wladimir Luttschenko, Alexei Woltschenkow, Gennadi Zygankow Angreifer: Boris Alexandrow, Juri Blinow, Waleri Charlamow, Boris Michailow, Wladimir Petrow, Wladimir Popow, Juri Sawzillo, Wiktor Schluktow, Wladimir Wikulow, Alexander Woltschkow Cheftrainer: Konstantin Loktew |